# 望月由絵
望月由絵（もちづき ゆえ）は、日本の女性作曲家、作詞家、歌手。

## 概要
17歳からボイストレーニングを受け始め、大学卒業後はビーイング系列の「GIZA studio」所属のアーティストのコーラスを担当する。

2009年にビーイングと専属作家契約し、倉木麻衣の「touch Me!」で作曲家デビュー。
主にビーイング所属アーティストへ楽曲提供している。
普段は実家のお弁当屋の手伝いをしていることがブログで書かれている。

## ディスコグラフィー

### シングル
| 枚  | 発売日         | タイトル      | 規格品番  |
| --- | -------------- | ------------- | --------- |
| 1st | 2009年08月31日 | happy weekend | ZFCM-9001 |

## 楽曲提供
※以下はシングル等一部で、これ以外にも多数の曲を提供している。
- 倉木麻衣
  - 「touch Me!」（2009年・オリコン最高位1位）
  - 「PUZZLE」（2009年・オリコン最高位3位）※共作：平賀貴大
  - 「FUTURE KISS」（2010年・オリコン最高位3位）※共作：平賀貴大
  - 「わたしの、しらない、わたし。」（2009年）
  - 「あなたがいるから」（2011年・配信限定シングル）
  - 「無敵なハート」（2014年・オリコン最高位5位）※共作：平賀貴大

- VALSHE
  - 「羽取物語」（2014年）※共作：松澤涼

- SM☆SH
  - 「BLIND」（2011年）※共作：Ryo Matsuzawa